# Allgäu
Allgäu (izgovara se [alɡɔʏ̯]) je regija u Švapskoj. Ona pokriva jug Bavarske Švapske i jugoistočni dio Württemberga. Regija se proteže od prealpskih zamalja do Alpa. Glavne rijeke koje teku kroz Allgäu su Lech i Iller.
Podijeljen je po sljedećim područjima:
- Gornji Allgäu ( Oberallgäu )- u Bavarskoj Švapskoj unutar Bavarske
- Donji Allgäu (Unterallgau)- u Bavarskoj Švapskoj unutar Bavarske
- Istočni   Allgäu (Ostallgäu) u Bavarskoj Švapskoj unutar Bavarske
- Zapadni Allgäu (Westallgäu)-uglavnom u Gornjoj Švapskoj u državi Baden-Württemberg, ali i s vrlo malim dijelom u Bavarskoj

Područje je poznato po svojim prekrasnim krajolicima i popularno je za odmor i terapeutski boravak. Dobro je poznat u Njemačkoj zbog svojih poljoprivrednih proizvoda, posebice mliječnih proizvoda, uključujući Hirtenkäse ("pastirski sir"). Alpski dio regije Allgäu uzdiže se tu preko 2000 metara nadmorske visine popularan je skijanje.Svjetski poznati dvorac Neuschwanstein nalazi se u istočnom dijelu Allgäua.

## Vanjske poveznice
- Allgäu.de
- Turističke informacije
- Nekomercijalne informacije o Allgäuu
- informacije o Allgäuu
- Orhideje u Allgäuu
- Alpski klub Oy/Allgäu
- Recepti iz Allgäua